# 拉濟翁科夫

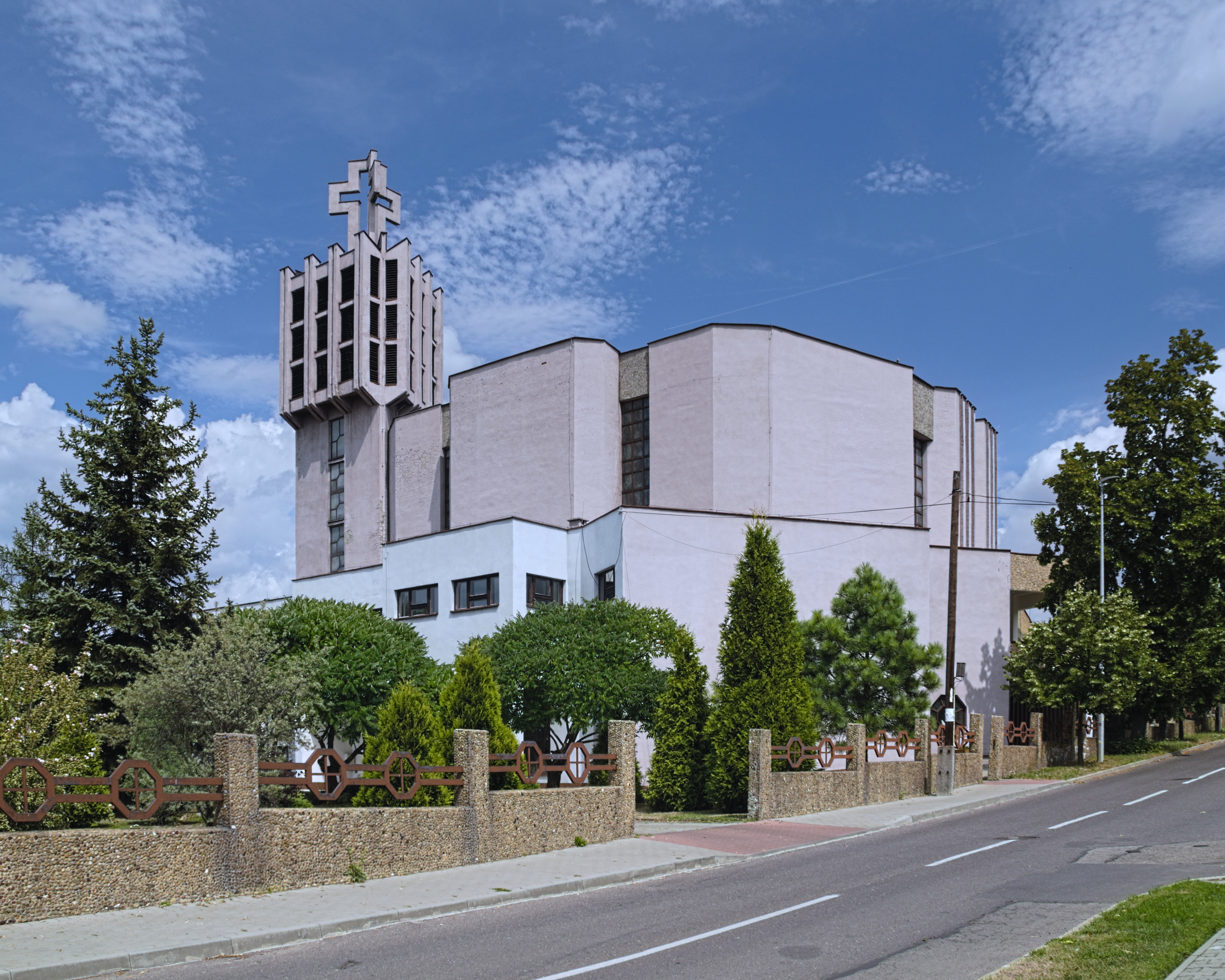

拉擠翁科夫是波蘭的城鎮，位於該國南部，由西里西亞省負責管轄，面積13.2平方公里，每年降雨量723毫米，2008年人口17,163。第二次世界大戰期間，納粹德國佔領該鎮。

## 外部連結
- Radzionków town government webpage （页面存档备份，存于）
- RTSK Radzionków （页面存档备份，存于）

50°23′N 18°53′E / 50.383°N 18.883°E